# Alberto Pisa

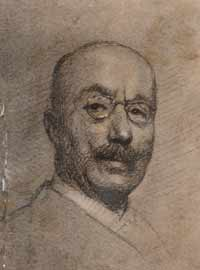
Portret van Alberto Pisa

Alberto Pisa (19 maart 1864 – 1936) was een Italiaanse kunstschilder, die vaak ruïnes, landschappen en tuinen schilderde in heldere waterverf.

## Onderwijs
Hij werd geboren in Ferrara en studeerde daar aanvankelijk bij Gaetano Domenichini. Later studeerde hij aan de Accademia di Belle Arti di Firenze.

## Carrière
Zijn eerste werk was een kerkinterieur, tentoongesteld in de Promotrice. In 1887 stuurde hij naar de tentoonstelling van Venetië de doeken met de kerk van Santa Maria Novella en het genreschilderij Donne e Madonne. In 1888 exposeerde hij in Bologna: Tempo ladro en Fra i polli. In 1889 toonde hij op de Promotrice in Florence het olieverfdoek, Le lavandaie en een pastel, Il fiammiferaio. In de Pisani-galerij in Florence exposeerde hij aquarel- en pastelwerken. Hij schilderde ook portretten in Ferrara. Hij voltooide illustraties voor boeken en tijdschriften, en voltooide een aantal aquarellen met afbeeldingen van vedute van Rome, Pompeï en Florence.
De Britse collecties omvatten twee lokale weergaven: Westminster Bridge in Lancaster City Museums en Hampstead Heath in Sheffield Museum.